# Миссия ООН по поддержке сектора правосудия в Гаити
Миссия ООН по поддержке сектора правосудия в Гаити (МООНППГ) (англ. United Nations Mission for Justice Support in Haiti) — миротворческая миссия, учрежденая Советом Безопасности ООН 13 апреля 2017 года для укрепления правоохранительной системы в Гаити. Миссия завершилась 15 октября 2019 года.

## Предыстория
Первая миссия ООН в Гаити работала с сентября 1993 года по июнь 1996 года. Первоначально определённый срок работы миссии заканчивался 29 февраля 1996 года, однако избранный и принявший президентскую присягу 7 февраля 1996 года Рене Преваль обратился в ООН с тем, чтобы миссия осталась в стране на переходный период. Резолюцией № 1048 Совета Безопасности ООН миссия была продлена на 4 месяца. 1 марта 1996 года командование перешло от генерал-майора Кинзера к канадскому бригадному генералу Дж. Р. П. Дейглу.
В феврале 2004 года в Гаити произошло вооружённое восстание, которое привело к смене власти в стране. Новые власти обратились в ООН с просьбой направить международные силы для наведения порядка в стране, и в апреле того же года Совет Безопасности принял резолюцию, в которой утвердил создание Миссии Организации Объединённых Наций по стабилизации в Гаити (МООНСГ) для оказания помощи местным властям в обеспечении стабильности в стране. 15 октября 2017 года МООНСГ завершила выполнение своего мандата. 16 октября того же года начала свою работу МООНППГ.

## Общее
Мандат МООНППГ определён в резолюции 2350 (2017) Совета Безопасности, принятой 13 апреля 2017 года. Эта резолюция предусматривала создание миссии по поддержанию мира в Гаити, которая должна начать свою работу по завершении мандата МООНСГ. Данная миссия должна была иметь в своём составе 351 гражданского сотрудника, не более семи сформированных полицейских подразделений (СПП) (или 980 полицейских СПП) и 295 полицейских, набранных на индивидуальной основе (ПИО), на первоначальный шестимесячный период с 16 октября 2017 года по 15 апреля 2018 года.
МООНППГ должна была оказывать правительству Гаити содействие в дальнейшем развитии Гаитянской национальной полиции (ГНП); укреплении правоохранительных органов Гаити, включая сектор правосудия и пенитенциарные учреждения; и поощрении и защите прав человека; вся эта деятельность должна была осуществляться в целях улучшения повседневной жизни народа Гаити.
По официальным данным ООН, в данной миссии погиб 1 сотрудник ООН.